# Þ (латиниця)
Þ, þ, торн — літера давньо- та середньоанглійської, готської, давньонорвезької абеток та сучасної ісландської. Походить від руни турісаз.
У давньоанглійській мові разом із ð позначала зубний фрикативний звук, дзвінкий /ð/ і глухий /θ/, проте літера ð вийшла з ужитку раніше, þ протрималась до середньоанглійської доби, а в скороченнях навіть до ранньої доби новоанглійської мови.
В ісландській мові торн (þoddn /θ̠ɔtn̥/ або þordn /θ̠ɔrtn̥/) — 30-та літера абетки; її транслітерують як th, коли немає засобів передати символ þ.
Літера торн має однакове накреслення з літерою шо розширеної грецької абетки, але не пов'язана з нею за походженням.